# Seongnam
Seongnam (성남) este un oraș din provincia Gyeonggi-do, Coreea de Sud.

## Districte administrative
- Bundang-gu
- Jungwon-gu
- Sujeong-gu

## Personalități născute aici
- Yu Ji-min (cunoscută drept KARINA, n. 2000), cântăreață, dansatoare.